# Vrtna šumarica
Vrtna šumarica (Zvjezdasta šumarica, kalošić, divlji uzmenjak; lat. Anemone hortensis), otrovna zeljasta trajnica iz porodice žabnjakovki, rasprostranjena na jugu Europe, na sjevernom i istočnom Mediteranu (Turska); također i Hrvatska.
Raste po rubovima šuma, živicama i šikarama.
Ima podanak i uspravnu dlakavu stabljiku, naraste od 20 do 40 cm. visine. Cvijet je pojedinačan, na vrhu stabljike, ljubičaste boje i sa modrim mnogobrojnim prašnicima. Cvate od veljače do travnja. Plod je dlakavi oraščić.
Postoje 3 podvrste.

## Podvrste
- Anemone hortensis subsp. heldreichii (Boiss.) Rech.f.; Kreta
- Anemone hortensis subsp. hortensis; Albanija, Korzika, Francuska, Italija, Sardinija, Sicilija, Hrvatska.
- Anemone hortensis subsp. pavonina (Lam.) Arcang.; Bugarska, Turska, Grčka, Hrvatska

## Sinonimi
- Anemone versicolor Salisb.